# Операція «Діамант»

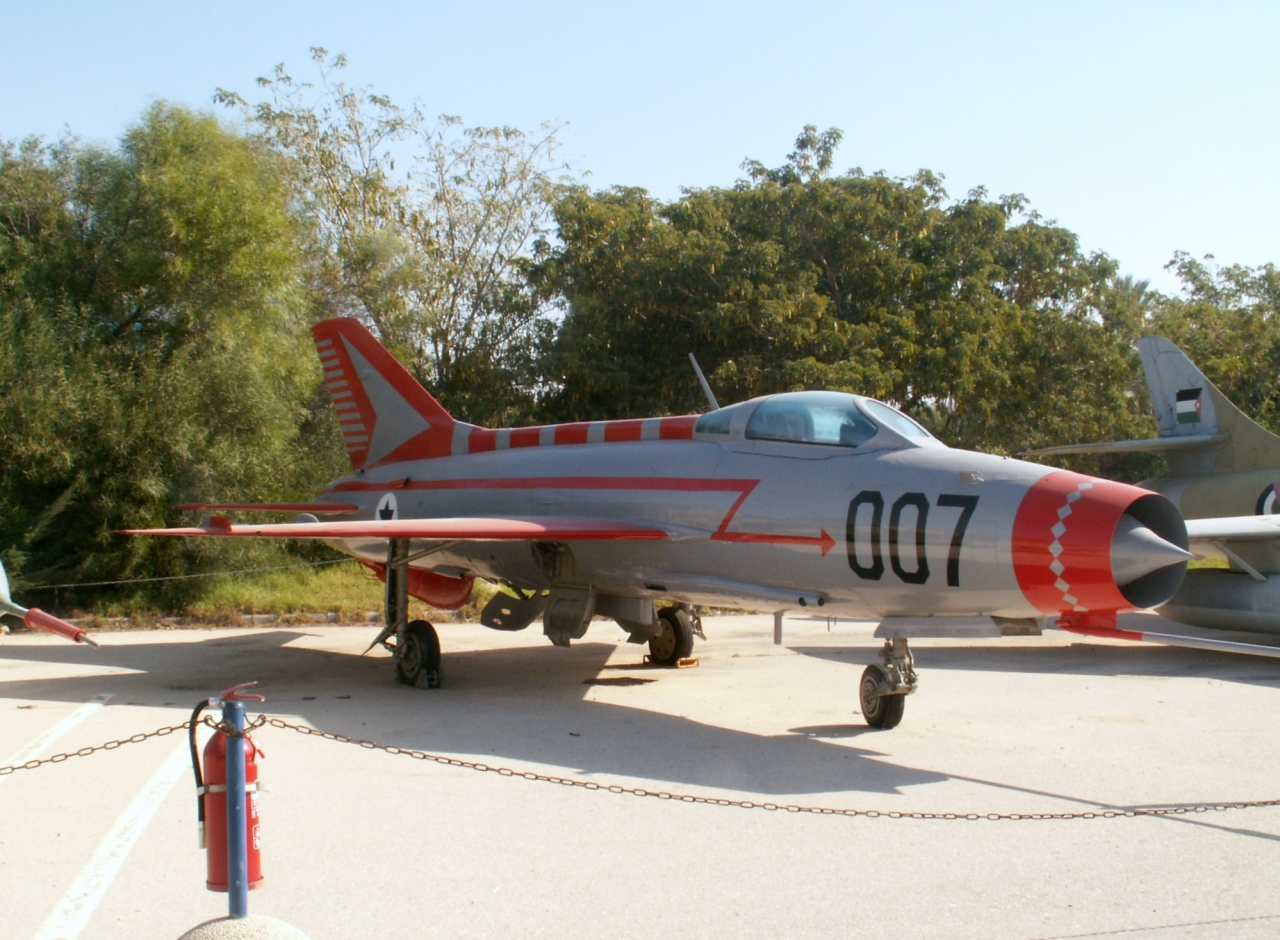
МіГ-21 Муніра Редфи, ціль операції «Алмаз», у Музеї ВПС Ізраїлю в Хацерімі

Операція «Діамант» або Операція «Алмаз» (івр. מִבְצָע יַהֲלוֹם, Мівца Яхалом) — операція, здійснена Моссадом по викраденню літака МіГ-21, найсучаснішого радянського винищувача на той час. Операція почалася в середині 1963 року і завершилася 16 серпня 1966 року, коли МіГ-21 ВПС Іраку, яким керував іракський ассирійський перебіжчик Мунір Редфа, приземлився на авіабазі в Ізраїлі. Ізраїль і США використали цю нагоду для ретельного вивчення конструкції та можливостей літака.

## Історія
Виробництво реактивного винищувача МіГ-21 почалося в СРСР 1959 році; Єгипет, Сирія та Ірак отримали велику кількість таких літаків у вигляді військової допомоги від СРСР.

### Перші дві спроби
Перша спроба викрасти літак була здійснена в Єгипті агентом Моссаду Жаном Томасом. Томасу та його групі було дано завдання знайти пілота, який погодився б за 1 000 000 доларів вилетіти на літаку до Ізраїлю. Однак перша спроба була невдалою. Єгипетський пілот, з яким вони зв'язалися, Адіб Ханна, повідомив владі про інтерес Томаса. Томаса, його батька та ще трьох людей заарештували та звинуватили у шпигунстві. Томас і ще двоє були повішені в грудні 1962 року. Інші троє учасників групи отримали тривалі терміни ув'язнення. Друга спроба також не вдалася. У підсумку агентам Моссаду прийшлось напасти на двох іракських пілотів, які відмовилися з ними співпрацювати, щоб ті не видали таємниці.

### Успіх
У 1964 році іракський єврей Юсуф зв'язався з ізраїльським персоналом у Тегерані, в той час Ізраїль та Іран ще мали дипломатичні відносини. Юсуф, починаючи з 10 років, працював слугою в християнській родині маронітів. Подруга його дівчини була одружена з іракським пілотом, на ім'я Мунір Редфа. Редфа був невдоволений тим, що християнське походження гальмує його кар'єрний ріст в армії. Він також був незадоволений тим, що йому наказували атакувати іракських курдів. Юсуф вважав, що Редфа готовий покинути Ірак.
Жінка-агент Моссаду подружилася з Редфою, і він розповів їй, що був змушений жити далеко від своєї родини в Багдаді, йому не довіряли його командири, і йому дозволяли літати лише з маленькими паливними баками через його християнське віросповідання. Він також висловив своє захоплення ізраїльтянами, які зуміли протидіяти бувши «нечисленними проти такої великої кількості мусульман». Редфу переконали поїхати до Європи, щоб зустрітися з ізраїльськими агентами. Сам глава Моссаду Меїр Аміт особисто таємно спостерігав за зустріччю Редфи та офіцера розвідки. Для Редфи запропонували мільйон доларів, ізраїльське громадянство та повноцінну роботу згодом. Редфа вимагав, щоб і його родичі були таємно та нелегально вивезені з Іраку, на що Ізраїль погодився. Редфа їздив до Ізраїлю, щоб самому побачити аеродром, який він збирався використовувати для посадки літака. Він також зустрівся з командувачем ВПС Ізраїлю генерал-майором Мордехаєм «Мотті» Ходом. Вони обговорили ризики майбутнього рейсу та його шляхи його втілення.
Численні агенти Моссаду були направлені до Іраку, щоб допомогти вивезти з країни дружину Редфи Бетті, їхніх двох дітей віком трьох і п'яти років, його батьків та низку інших членів родини. Дружина з дітьми поїхали до Парижу на, як вона вважала, літні канікули. Редфа, всупереч тому, що пообіцяв підготувати її до того, що мало статися, нічого їй не сказав наперед. Коли з Бетті зв'язався агент Моссаду, у якого був її новий ізраїльський паспорт, вона спочатку дуже засмутилася і погрожувала зв'язатися з посольством Іраку, і тільки потім заспокоїлася. Інших членів родини доставили до іранського кордону, де курдські партизани допомогли їм потрапити в Іран, звідки їх вивезли до Ізраїлю.
Можливість втечі з'явилася 16 серпня 1966 року. Поки Редфа летів над північною Йорданією, його літак був відстежений радаром. Йорданці зв'язалися з Сирією, але їх запевнили, що літак належить сирійським ВПС і виконує навчальну місію. Коли літак Редфи досяг Ізраїлю, його зустріли два Dassault Mirage III ізраїльських ВПС, які супроводжували його до посадки на авіабазі Хацор поблизу Ашдоду. Пізніше на пресконференції Редфа заявив, що посадив літак на «останній краплі пального».

## Наслідки
Незабаром після втечі МіГ Редфи був перенумерований в «007», з натяком на Джеймса Бонда, щоб підкреслити спосіб, яким цей літак прибув. За кілька тижнів літак знову піднявся в повітря, вже з ізраїльським пілотом-випробувачем Денні Шапірою за штурвалом, для першого з тестових польотів. В численних польотах було проаналізовано сильні та слабкі сторони цього літака, він використовувався в навчальних боях проти винищувачів ВПС Ізраіля, навчивши ізраїльських пілотів справлятися з такими літаками.
У травні 1967 року директор ЦРУ Річард Гелмс заявив, що Ізраїль довів, що добре використав можливість вивчити літак, коли 7 квітня 1967 року під час повітряних боїв над Голанськими висотами ізраїльські ВПС збили 6 Сирійських МіГ-21 не втративши жодного зі своїх Dassault Mirage III.
У січні 1968 року Ізраїль позичив цей літак Сполученим Штатам, які оцінили реактивний літак за своєю програмою. Ця передача допомогла прокласти шлях для придбання Ізраїлем F-4 Phantom, який американці спочатку не бажали продавати Ізраїлю.

## У масовій культурі
Фільм «Вкрасти небо» (1988) заснований на операції «Діамант».